# Уракадзе (1915)
«Уракадзе» (яп. 浦風) — ескадрений міноносець однойменного типу ВМС Японії.

## Історія створення
У 1912 році ВМС Японії замовив в Англії будівництво двох есмінців, які отримали назву «Уракадзе». Японці хотіли отримати сучасні кораблі, а також вивчити передовий досвід кораблебудування.
Кораблі отримали назви «Уракадзе» і «Кавакадзе». Вони були закладені у 1913 році на верфі фірми Yarrow Shipbuilders в Глазго. Але згодом темпи будівництва різко знизились, бо фірма надавала перевагу будівництву кораблів для свого флоту.
«Уракадзе» був спущений на воду 15 лютого 1915 року, будівництво було завершене 14 вересня 1915 року.
«Кавакадзе» був проданий ВМС Італії, де отримав назву «Аудаче»

## Історія служби
14 вересня 1915 року «Уракадзе» вирушив з Британії через Середземне море (де безуспішно був атакований німецьким підводним човном) до Японії, куди дістався 7 жовтня того ж року. 14 жовтня він був включений до складу флоту.
Оскільки «Уракадзе» не мав однотипних кораблів, із включенням його до складу діючих загонів есмінців виникли труднощі. До 1919 року він в основному використовувався для вивчення передового технічного досвіду. Японські конструктори отримали цінні відомості по конструкції корпусу, озброєння та енергетичній установці. Саме на цій інформації базувались всі подальші розробки есмінців в Японії.
З 1925 по 1934 рік «Уракадзе» служив як патрульний в китайських водах, переважно на річці Янцзи. Після її мінування корабель повернувся в Японію, де 1 липня 1936 року був виключений зі складу флоту.
1 квітня 1940 року корабель був перетворений на блокшив з назвою «Хайкан № 18».
18 липня 1945 року під час нальоту американської авіації корпус корабля сів на ґрунт в гавані Йокосуки. Він був остаточно розібраний на місці у 1948 році.